# Cryptocarya subvelutina
Cryptocarya subvelutina är en lagerväxtart som beskrevs av Adolph Daniel Edward Elmer. Cryptocarya subvelutina ingår i släktet Cryptocarya och familjen lagerväxter. Inga underarter finns listade i Catalogue of Life.